# Liechtensteiner-Cup 1987-1988
La Liechtensteiner-Cup 1987-1988 è stata la 43ª edizione della coppa nazionale del Liechtenstein conclusa con la vittoria finale del Vaduz, al suo ventiduesimo titolo.
Della competizione è noto solo il risultato della finale.

## Finale
| Balzers | Vaduz | 2 – 0 | USV Eschen/Mauren |  |